# ジョン・クライヤー
ジョン・クライヤー(Jonathan Niven "Jon" Cryer, 1965年4月16日 - )はアメリカ合衆国の俳優・脚本家・映画プロデューサー。
1984年に映画『恋人ゲーム』に出演してデビューを果たし、ジョン・ヒューズ脚本の映画『プリティ・イン・ピンク/恋人たちの街角 』のダッキー役で有名になる。1998年には自身で脚本を書き上げ、Went to Coney Island on a Mission From God... Be Back by Fiveを制作した。
映画では有名な作品に出演したこともあるが、テレビでは成功していたとは言い難く、The Famous Teddy Z、Partners、The Trouble with Normalなど出演していた番組で長く続いたものはなかった。しかし、2003年から放映されているCBSの『チャーリー・シーンのハーパー★ボーイズ』で、主演のチャーリー・シーンと対照的な役柄のアラン・ハーパー役にキャスティングされ、プライムタイム・エミー賞助演男優賞（コメディ部門）に3度ノミネートされた。 
クライヤーはよく俳優のマシュー・ブロデリックと間違えられることでも知られている（後述）。

## 略歴
母は俳優・歌手のグレッチェン・クライヤー（旧姓：カイガー） (en:Gretchen Cryer)、父は俳優・歌手・プロデューサーのディヴッド・クライヤーで、ロビンとシェリーの二人の姉妹がいる。
クライヤーは12歳のときに俳優を志した。これを聞いた母親は、息子には俳優以外の選択肢も必要ではないかと考え、「配管工も悪くない職業よ」と冗談を言った。10代のころにクライヤーは、俳優養成のためのサマーキャンプであるステージドア・マナー(en:Stagedoor Manor)に夏休みの間何度か参加している。1983年にブロンクス科学高校を卒業した。
1984年、当時19歳だったクライヤーは、ロマンティック・コメディ映画『恋人ゲーム』の主演チャールズ・カミングス役でデビューを飾った。その後テレビ映画で何本か脇役を務め、ジョン・ヒューズの映画『プリティ・イン・ピンク/恋人たちの街角』のフィル・"ダッキー"・デール役で脚光を浴びる。当時は世界中のティーンエイジャーの少女が電話をかけてきて、金切り声や笑い声を留守番電話に残していった、とクライヤーの母はデイリーニューズのインタビューで語っている。この作品のヒットで有名になり、1987年に『スーパーマンIV 最強の敵』で悪役レニー・ルーサーを演じた。1991年、 ジム・エイブラハムズのコメディ映画『ホット・ショット』でチャーリー・シーンと共演し、このときの評価は良かった。クライヤーはブラット・パック俳優の一人とされることが多い。2009年に行われた en:Anytime with Bob Kushellでのインタビューによると、クライヤーはブラット・パック映画とされる『セント・エルモス・ファイアー』のオーディションを受けたことがあるが、落選した。
映画に比べクライヤーのテレビ出演は不調で、1989年にはコメディドラマ The Famous Teddy Z で主役を務めたが評判は悪く、このドラマは第1シーズンのみで終了し、続編の製作はキャンセルされた。1993年、ロンドンで舞台に上がっている時、『フレンズ』のチャンドラー・ビング役のオーディションに参加しないかという誘いがあり、彼の演技はイギリスのキャスティングエージェントによって収録されたが、最終決定前にビデオテープがアメリカに到着しなかったため、採用は見送られた。1995年、シットコムPartnersでボブ役を務めた。この番組は第1シーズン放送後に打ち切られた。en:Time Out New Yorkでのインタビューにおいて彼は 「ねえ、なんだか僕の出る番組はみんなだめになってしまうみたいだね。ジョージ・クルーニーは28のパイロットとかに出たことを考えたよ。意味はないけど。」と話した。『ダーマ&グレッグ』や『The Outer Limits』にゲスト出演を果たしたあとの1998年、自主製作映画Went to Coney Island on a Mission from God...Be Back by Fiveが批評家たちの間での評判が良く、PLAYBOYのLeonard Maltinは「新鮮な息吹が入り込んできた("A Breath of Fresh Air")」と評した。2000年、Trouble With Normalでメインキャラクターを演じたが、第1シーズンで打ち切りとなった。
2003年、クライヤーは『チャーリー・シーンのハーパー★ボーイズ』でアラン・ハーパー役を演じた。過去の出演作がみな失敗したことを知るCBSの重役たちは、クライヤーの起用に反対していたが、この番組でクライヤーはプライムタイム・エミー賞で3度ノミネートを受けることになった。番組の高視聴率を見て彼は「毎週生き残るために戦っている番組に出ているときは、自分の素質はそんなに働いていないと感じ、自分の素質が信じられなくなる。でも、人々がとても気に入っていて、視聴率も高い番組なら、そんなプレッシャーを感じなくなる。」と言った。
『チャーリー・シーンのハーパー★ボーイズ』の前に SCI FIの『GALACTICA/ギャラクティカ』でガイアス・バルター役を演じることになっていたが、降板しジェイムズ・キャリスが担当することになった 。
2008年、クライヤーはローレンス・フィッシュバーンとジェームズ・クロムウェルと共に『ディープ・アンダーカバー』に出演し、 2009年にはジェームズ・スペイダーと共に『ショーツ 魔法の石大作戦』に出演するとされている。
2010年8月、テレビガイド誌によると『チャーリー・シーンのハーパー★ボーイズ』の1エピソードあたりの推定出演料が55万ドル（日本円で約4,675万円）であることがわかった。
2011年10月、経済誌フォーブス誌が「テレビ界で最も稼いでいる俳優」のランキングを発表し、2010年5月から2011年5月までで1,100万ドル（日本円で約8億3,600万円）を稼いで5位にランクインした。

### 私生活
クライヤーはイギリス生まれの女優サラ・トリガーと1999年に結婚し、息子チャーリー・オースティンをもうけるが、2004年に離婚。2007年2月にザ・トゥナイト・ショー・ウィズ・ジェイ・レノに出演した時、芸能レポーターのリサ・ジョイナーと結婚する予定と発表、2007年6月に 
二人はメキシコで式をあげた。2009年9月には赤ん坊を養女として迎えた。
2009年5月28日、トリガーの現在の夫が、自分の2歳になる息子の首にひもの跡が見つかったと警察に通報した。その結果、彼女は児童虐待の罪で逮捕され、逮捕された日の夜に100,000 ドル払って釈放された。
2010年1月15日、クライヤーは、警察に自分の前妻が殺し屋を雇ったと話した。その結果、翌週に行われた『チャーリー・シーンのハーパー★ボーイズ』の収録は、クライヤーの身の安全のため観客なしで行われた。

### マシュー・ブロデリックとの類似性
マシュー・ブロデリックによく間違われ、 en:Time Out New Yorkでのインタビューでは以下のように話した。
| 「                                                                  | Equity Library Theaterの支配人だったころでも、人々は僕をマシュー・ブロデリックと間違えたんだ。 チケットを見てプログラムを渡してお客さんを席に案内する時、お客さんに『あなたの出ていたトーチソング・トリロジーは素晴らしかった』といわれて変な気分だった、『私は今あなたにここでプログラムを渡しています。私のような人だったら、あなたのところへやってきてプログラムを渡し、オフブロードウェイで金になる経歴を残すでしょうよ、と言いたかった。その時僕は混乱していた-本人を見るまでは。びっくりするほど似ていた。実際家も近いし、いまだに互いのことを見間違えるよ。 | 」 |
| —ジョン・クライヤー（en:Time Out New Yorkでのインタビューにてより） | |    |

冗談として彼は『チャーリー・シーンのハーパー★ボーイズ』で兄弟の腰痛を医者に診てもらうため自分がブロデリックだと言い張り、医者になぜ『フェリスはある朝突然に』の続編がないのか尋ねられた。

## 出演作品

### 映画
| 公開年 | タイトル                                                           | 役名                       | 備考             |
| 1984   | 恋人ゲーム No Small Affair                                         | Charles Cummings           | デビュー作       |
| 1985   | Noon Wine                                                          | Teenage Herbert            | テレビ映画       |
| 1985   | 突撃!O・Cとスティッグス お笑い黙示録 O.C. and Stiggs               | Randall Schwab Jr.         |                  |
| 1986   | プリティ・イン・ピンク/恋人たちの街角 Pretty in Pink               | ダッキー                   |                  |
| 1987   | ジョン・クライヤーの ホーム・フロント Morgan Stewart's Coming Home | モーガン・スチュアート     |                  |
| 1987   | スーパーマンIV 最強の敵 Superman IV: The Quest for Peace           | レニー                     |                  |
| 1987   | N.Y.バッド・ボーイズ Dudes                                         | グラント                   |                  |
| 1987   | ウォンテッド・ハイスクール/あぶない転校生 Hiding Out               | Andrew Morenski/Max Hauser |                  |
| 1988   | Rap Master Ronnie: A Report Card                                   |                            | オリジナルビデオ |
| 1989   | ペン&テラーの 死ぬのはボクらだ!? Penn & Teller Get Killed          | 3rd Frat Boy               |                  |
| 1991   | ホット・ショット Hot Shots!                                        | ジム                       |                  |
| 1993   | The Waiter                                                         | Tommy Kazdan               |                  |
| 1993   | ホット・ショット2 Hot Shots! Part Deux                             | ジム                       |                  |
| 1993   | Heads                                                              | Guy Franklin               | テレビ映画       |
| 1996   | The Pompatus of Love                                               | Mark                       | 脚本も           |
| 1996   | Cannes Man                                                         | 本人役                     | カメオ出演       |
| 1997   | Plan B                                                             | Stuart Winer               |                  |
| 1998   | Went to Coney Island on a Mission From God... Be Back by Five      | ダニエル                   | 脚本・製作も担当 |
| 1998   | ホーリーマン Holy Man                                              | バリー                     |                  |
| 2000   | Clayton                                                            |                            |                  |
| 2001   | Glam                                                               | Jimmy Pells                |                  |
| 2003   | The Metro Chase                                                    | Mr. Stamm                  | テレビ映画       |
| 2008   | Unstable Fables: 3 Pigs and a Baby                                 | Richard Pig                | 劇場版アニメ     |
| 2008   | ディープ・アンダーカバー Tortured                                  | Brian                      |                  |
| 2009   | Weather Girl                                                       | Charles                    |                  |
| 2009   | ショーツ 魔法の石大作戦 Shorts                                     | トンプソンの父             |                  |
| 2009   | 草食男子の落とし方 Stay Cool                                       | ハビエル                   |                  |
| 2010   | デュー・デート 〜出産まであと5日!史上最悪のアメリカ横断〜 Due Date | アラン・ハーパー           | カメオ出演       |
| 2019   | 僕が大人になる前に Big Time Adolescence                            | ルーベン・ハリス           |                  |

### テレビ番組
| 公開年      | タイトル                                                 | 役名                     | 備考 |
| 1986        | 世にも不思議なアメージング・ストーリー Amazing Stories   | フィル                   | 『キス・ミー』（原題：Miscalculation）のみに出演                                                            |
| 1989 - 1990 | The Famous Teddy Z                                       | テディ                   | |
| 1995 - 1996 | Partners                                                 | ボブ                     | 制作も |
| 1996        | The Outer Limits                                         | トレイヴァー・マクフィー | Vanishing Actのみに出演                                                                                     |
| 1997        | It's Good to Be King                                     | モート                   | |
| 1997        | ダーマ&グレッグ Dharma & Greg                            | ブライアン               | 『シャワー騒動』(原題：Shower the People You Love with Love)のみに出演                                      |
| 1998        | Getting Personal                                         | サム・ワグナー           | Sam I amのみに出演 制作にも参加                                                                             |
| 1998        | ヘラクレス Hercules: The Animated Series                 | カニス、ルピス           | テレビアニメ 『ヘラクレスと死者の国の支配者』(原題：Hercules and the Underworld Takeover)のみに出演         |
| 1998        | Mr. Show with Bob & David                                | ダッキー                 | It's Perfectly Understandishableのみに出演                                                                  |
| 1998        | ふたりの男とひとりの女 Two Guys a Girl and a Pizza Place | ジャスティン             | Two Guys, a Girl and a Thanksgivingのみに出演                                                               |
| 2000        | ファミリー・ガイ Family Guy                              | Kevin Swanson            | テレビアニメ There's Something About Paulieのみに出演                                                       |
| 2000 - 2001 | The Trouble with Normal                                  | ザック                   | |
| 2002        | Andy Richter Controls the Universe                       | Lemuel Praeger           | Gimme a Cのみに出演                                                                                         |
| 2002        | ザ・プラクティス ボストン弁護士ファイル The Practice     | テリー                   | Of Thee I Singのみに出演                                                                                    |
| 2003        | Becker                                                   | ロジャー                 | Chris' Exという回に出演                                                                                     |
| 2003        | Hey Joel                                                 | ジョエル                 | テレビアニメ                                                                                                |
| 2003        | ストリッパレラ Stripperella                              |                          | テレビアニメ                                                                                                |
| 2003-2015   | チャーリー・シーンのハーパー★ボーイズ Two and a Half Men | アラン・ハーパー         | 主要キャスト                                                                                                |
| 2005 2006   | Danny Phantom                                            | Freakshow                | テレビアニメ Reality TripとControl Freaksという回に出演                                                     |
| 2006        | アメリカン・ダッド American Dad!                         | クワッキー               | テレビアニメ It's Good to Be Queenという回に出演                                                            |
| 2010        | シークレット・アイドル ハンナ・モンタナ Hannah Montana   | ケン・トラスコット       | 『おばあちゃんのポンコツ車』（原題：The Wheel Near My Bed (Keep's on Turnin')）で、リリーの父親役として出演 |
| 2015        | NCIS ネイビー犯罪捜査班 NCIS                             | Dr. Cyril Taft           | シーズン13第１話で、主人公を助ける外科医Dr.タフトとして出演                                                 |